# راه‌آهن بالتیک
راه‌آهن بالتیک (انگلیسی: Rail Baltica) یک خط راه‌آهن در کشورهای فنلاند، استونی، لتونی، لیتوانی و لهستان است.
این راه‌آهن که شمال اروپا را به غرب اروپا متصل می‌کند از تالین، استونی تا ورشو، لهستان ۹۵۰–۹۹۰ کیلومتر طول دارد.